# Kingstree
La ville de Kingstree est le siège du comté de Williamsburg, situé en Caroline du Sud, aux États-Unis.

## Démographie
| 1880 | 1890 | 1900 | 1910  | 1920  | 1930  |
| ---- | ---- | ---- | ----- | ----- | ----- |
| 384  | 539  | 760  | 1 372 | 2 074 | 2 392 |

| 1940  | 1950  | 1960  | 1970  | 1980  | 1990  |
| ----- | ----- | ----- | ----- | ----- | ----- |
| 3 182 | 3 621 | 3 847 | 3 381 | 4 147 | 3 858 |

| 2000  | 2010  | - | - | - | - |
| ----- | ----- | - | - | - | - |
| 3 496 | 3 328 | - | - | - | - |

## Personnalités liées à la ville
La chanteuse de soul Maxine Brown y est née en 1939.

## Source
- (en) Cet article est partiellement ou en totalité issu de l’article de Wikipédia en anglais intitulé « Kingstree, South Carolina » (voir la liste des auteurs).